# Copa de Brasil 2021
La Copa de Brasil 2021 (oficialmente Copa Continental Pneus do Brasil 2021 por razones de patrocinio) fue la 33.ª edición de la Copa de Brasil. 
Se llevó a cabo entre el 9 de marzo y el 15 de diciembre. La competencia fue disputada por 91 equipos, clasificados a través de la participación de sus respectivos campeonatos estatales (70 clubes), por el ranking CBF 2020 (10), por la Copa do Nordeste 2020 (1), por la Copa Verde 2020 (1), por la Série B 2020 (1) y por los clasificados para la Copa Libertadores 2020 (8).
El campeón de la Copa de Brasil 2021 obtuvo un cupo para disputar la fase de Grupos de la Copa Libertadores 2022 y la Supercopa de Brasil de 2022.

## Equipos participantes
| Estado                      | Club                   | Método de clasificación                                        |
| --------------------------- | ---------------------- | -------------------------------------------------------------- |
| Acre 2 cupos                | Galvez                 | Campeón Campeonato Acreano 2020                                |
| Acre 2 cupos                | Atlético Acreano       | Subcampeón Campeonato Acreano 2020                             |
| Alagoas 3 cupos             | CRB Alagoas            | Campeón Campeonato Alagoano 2020                               |
| Alagoas 3 cupos             | CSA Alagoas            | Subcampeón Campeonato Alagoano 2020                            |
| Alagoas 3 cupos             | Murici                 | Tercer lugar Campeonato Alagoano 2020                          |
| Amapá 1 cupo                | Ypiranga-AP            | Campeón Campeonato Amapaense 2020                              |
| Amazonas 2 cupos            | Penarol                | Campeón Campeonato Amazonense 2020                             |
| Amazonas 2 cupos            | Manaus                 | Subcampeón Campeonato Amazonense 2020                          |
| Bahía 4 cupos               | Bahia                  | Campeón Campeonato Baiano 2020                                 |
| Bahía 4 cupos               | Atlético de Alagoinhas | Subcampeón Campeonato Baiano 2020                              |
| Bahía 4 cupos               | Juazeirense            | Tercer lugar Campeonato Baiano 2020                            |
| Bahía 4 cupos               | Vitória                | Clasificado por ranking CBF 2020, no clasificado anteriormente |
| Ceará 4 cupos               | Ceará                  | Campeón Copa do Nordeste 2020                                  |
| Ceará 4 cupos               | Fortaleza              | Campeón Campeonato Cearense 2020                               |
| Ceará 4 cupos               | Guarany de Sobral      | Ganador primera fase Campeonato Cearense 2020                  |
| Ceará 4 cupos               | Ferroviário            | Campeón Copa Fares Lopes 2020                                  |
| Distrito Federal 3 cupos    | Brasiliense            | Campeón Copa Verde 2020                                        |
| Distrito Federal 3 cupos    | Gama                   | Campeón Campeonato Brasiliense 2020                            |
| Distrito Federal 3 cupos    | Real Brasília          | Tercer lugar Campeonato Brasiliense 2020                       |
| Espírito Santo 2 cupos      | Rio Branco-VN          | Campeón Campeonato Capixaba 2020                               |
| Espírito Santo 2 cupos      | Rio Branco-ES          | Subcampeón Campeonato Capixaba 2020                            |
| Goiás 5 cupos               | Atlético Goianiense    | Campeón Campeonato Goiano 2020                                 |
| Goiás 5 cupos               | Goianésia              | Subcampeón Campeonato Goiano 2020                              |
| Goiás 5 cupos               | Jaraguá                | Tercer lugar Campeonato Goiano 2020                            |
| Goiás 5 cupos               | Goiás                  | Clasificado por ranking CBF 2020, no clasificado anteriormente |
| Goiás 5 cupos               | Vila Nova              | Clasificado por ranking CBF 2020, no clasificado anteriormente |
| Maranhão 3 cupos            | Sampaio Corrêa         | Campeón Campeonato Maranhense 2020                             |
| Maranhão 3 cupos            | Moto Club              | Subcampeón Campeonato Maranhense 2020                          |
| Maranhão 3 cupos            | Juventude Samas        | Tercer lugar Campeonato Maranhense 2020                        |
| Mato Grosso 4 cupos         | Nova Mutum             | Campeón Campeonato Matogrossense 2020                          |
| Mato Grosso 4 cupos         | União Rondonópolis     | Subcampeón Campeonato Matogrossense 2020                       |
| Mato Grosso 4 cupos         | Luverdense             | Tercer lugar Campeonato Matogrossense 2020                     |
| Mato Grosso 4 cupos         | Cuiabá                 | Clasificado por ranking CBF 2020, no clasificado anteriormente |
| Mato Grosso do Sul 1 cupo   | Águia Negra            | Campeón Campeonato Sul-Matogrossense 2020                      |
| Minas Gerais 6 cupos        | Atlético Mineiro       | Tercer lugar Campeonato Brasileño de Fútbol Serie A 2020       |
| Minas Gerais 6 cupos        | Tombense               | Subcampeón Campeonato Mineiro 2020                             |
| Minas Gerais 6 cupos        | América Mineiro        | Tercer lugar Campeonato Mineiro 2020                           |
| Minas Gerais 6 cupos        | Caldense               | Cuarto lugar Campeonato Mineiro 2020                           |
| Minas Gerais 6 cupos        | Uberlândia             | Campeón Copa Inconfidência 2020                                |
| Minas Gerais 6 cupos        | Cruzeiro               | Clasificado por ranking CBF 2020, no clasificado anteriormente |
| Pará 3 cupos                | Paysandu               | Campeón Campeonato Paraense 2020                               |
| Pará 3 cupos                | Remo                   | Subcampeón Campeonato Paraense 2020                            |
| Pará 3 cupos                | Castanhal              | Tercer lugar Campeonato Paraense 2020                          |
| Paraíba 2 cupos             | Treze                  | Campeón Campeonato Paraibano 2020                              |
| Paraíba 2 cupos             | Campinense             | Subcampeón Campeonato Paraibano 2020                           |
| Paraná 6 cupos              | Athletico Paranaense   | Noveno lugar Campeonato Brasileño de Fútbol Serie A 2020       |
| Paraná 6 cupos              | Coritiba               | Subcampeón Campeonato Paranaense 2020                          |
| Paraná 6 cupos              | FC Cascavel            | Tercer lugar Campeonato Paranaense 2020                        |
| Paraná 6 cupos              | Cianorte               | Cuarto lugar Campeonato Paranaense 2020                        |
| Paraná 6 cupos              | Operário Ferroviário   | Quinto lugar Campeonato Paranaense 2020                        |
| Paraná 6 cupos              | Paraná Clube           | Clasificado por ranking CBF 2020, no clasificado anteriormente |
| Pernambuco 4 cupos          | Salgueiro              | Campeón Campeonato Pernambucano 2020                           |
| Pernambuco 4 cupos          | Santa Cruz             | Subcampeón Campeonato Pernambucano 2020                        |
| Pernambuco 4 cupos          | Retrô                  | Mejor equipo primera fase Campeonato Pernambucano 2020         |
| Pernambuco 4 cupos          | Sport Recife           | Clasificado por ranking CBF 2020, no clasificado anteriormente |
| Piauí 2 cupos               | 4 de Julho             | Campeón Campeonato Piauiense 2020                              |
| Piauí 2 cupos               | Picos                  | Subcampeón Campeonato Piauiense 2020                           |
| Río de Janeiro 7 cupos      | Flamengo               | Campeón Campeonato Brasileño de Fútbol Serie A 2020            |
| Río de Janeiro 7 cupos      | Fluminense             | Quinto lugar Campeonato Brasileño de Fútbol Serie A 2020       |
| Río de Janeiro 7 cupos      | Volta Redonda          | Tercer lugar Campeonato Carioca 2020                           |
| Río de Janeiro 7 cupos      | Boavista-RJ            | Cuarto lugar Campeonato Carioca 2020                           |
| Río de Janeiro 7 cupos      | Botafogo               | Quinto lugar Campeonato Carioca 2020                           |
| Río de Janeiro 7 cupos      | Madureira              | Sexto lugar Campeonato Carioca 2020                            |
| Río de Janeiro 7 cupos      | Vasco da Gama          | Séptimo lugar Campeonato Carioca 2020                          |
| Rio Grande do Norte 2 cupos | ABC Natal              | Campeón Campeonato Potiguar 2020                               |
| Rio Grande do Norte 2 cupos | América de Natal       | Subcampeón Campeonato Potiguar 2020                            |
| Rio Grande do Sul 7 cupos   | Internacional          | Subcampeón Campeonato Brasileño de Fútbol Serie A 2020         |
| Rio Grande do Sul 7 cupos   | Grêmio                 | Sexto lugar Campeonato Brasileño de Fútbol Serie A 2020        |
| Rio Grande do Sul 7 cupos   | Caxias                 | Subcampeón Campeonato Gaúcho 2020                              |
| Rio Grande do Sul 7 cupos   | Esportivo              | Cuarto lugar Campeonato Gaúcho 2020                            |
| Rio Grande do Sul 7 cupos   | Ypiranga de Erechim    | Quinto lugar Campeonato Gaúcho 2020                            |
| Rio Grande do Sul 7 cupos   | Santa Cruz-RS          | Campeón Copa FGF 2020                                          |
| Rio Grande do Sul 7 cupos   | Juventude              | Clasificado por ranking CBF 2020, no clasificado anteriormente |
| Rondônia 1 cupo             | Porto Velho            | Campeón Campeonato Rondoniense 2020                            |
| Roraima 1 cupo              | São Raimundo           | Campeón Campeonato Roraimense 2020                             |
| Santa Catarina 6 cupos      | Chapecoense            | Campeón Campeonato Brasileño de Fútbol Serie B 2020            |
| Santa Catarina 6 cupos      | Brusque                | Subcampeón Campeonato Catarinense 2020                         |
| Santa Catarina 6 cupos      | Criciúma               | Tercer lugar Campeonato Catarinense 2020                       |
| Santa Catarina 6 cupos      | Joinville              | Campeón Copa Santa Catarina 2020                               |
| Santa Catarina 6 cupos      | Avaí                   | Clasificado por ranking CBF 2020, no clasificado anteriormente |
| Santa Catarina 6 cupos      | Figueirense            | Clasificado por ranking CBF 2020, no clasificado anteriormente |
| São Paulo 8 cupos           | Palmeiras              | Campeón Copa Libertadores 2020 y campeón Copa de Brasil 2020   |
| São Paulo 8 cupos           | São Paulo              | Cuarto lugar Campeonato Brasileño de Fútbol Serie A 2020       |
| São Paulo 8 cupos           | Santos                 | Octavo lugar Campeonato Brasileño de Fútbol Serie A 2020       |
| São Paulo 8 cupos           | Corinthians            | Subcampeón Campeonato Paulista 2020                            |
| São Paulo 8 cupos           | Mirassol               | Tercer lugar Campeonato Paulista 2020                          |
| São Paulo 8 cupos           | Ponte Preta            | Cuarto lugar Campeonato Paulista 2020                          |
| São Paulo 8 cupos           | Red Bull Bragantino    | Campeón Campeonato Paulista del Interior 2020                  |
| São Paulo 8 cupos           | Marília                | Subcampeón Copa Paulista 2020                                  |
| Sergipe 2 cupos             | Confiança              | Campeón Campeonato Sergipano 2020                              |
| Sergipe 2 cupos             | Sergipe                | Subcampeón Campeonato Sergipano 2020                           |
| Tocantins 1 cupo            | Palmas                 | Campeón Campeonato Tocantinense 2020                           |

### Clubes clasificados directamente a tercera fase
| Equipo               | Forma de clasificación                                       |
| -------------------- | ------------------------------------------------------------ |
| Ceará                | Campeón Copa do Nordeste 2020                                |
| Brasiliense          | Campeón Copa Verde 2020                                      |
| Atlético Mineiro     | Tercer lugar Campeonato Brasileño de Fútbol Serie A 2020     |
| Athletico Paranaense | Noveno lugar Campeonato Brasileño de Fútbol Serie A 2020     |
| Flamengo             | Campeón Campeonato Brasileño de Fútbol Serie A 2020          |
| Fluminense           | Quinto lugar Campeonato Brasileño de Fútbol Serie A 2020     |
| Internacional        | Subcampeón Campeonato Brasileño de Fútbol Serie A 2020       |
| Grêmio               | Sexto lugar Campeonato Brasileño de Fútbol Serie A 2020      |
| Chapecoense          | Campeón Campeonato Brasileño de Fútbol Serie B 2020          |
| Palmeiras            | Campeón Copa Libertadores 2020 y campeón Copa de Brasil 2020 |
| São Paulo            | Cuarto lugar Campeonato Brasileño de Fútbol Serie A 2020     |
| Santos               | Octavo lugar Campeonato Brasileño de Fútbol Serie A 2020     |

## Fase inicial

### Primera ronda
- 80 equipos disputaron la primera fase en partido único. Los equipos con mejor ranking CBF fueron visitantes y tuvieron ventaja en caso de empate.
- Partidos del 9 al 27 de marzo.
- Equipos listados en la primera columna poseen la localía. En negrita los clubes clasificados.
| Equipo local        | Resultado | Equipo visitante    |
| ------------------- | --------- | ------------------- |
| Treze               | 0–1       | América Mineiro     |
| Porto Velho         | 0–1       | Ferroviário         |
| Sergipe             | 0–0       | Cuiabá              |
| 4 de Julho          | 1–0       | Confiança           |
| Moto Club           | 0–5       | Botafogo            |
| Rio Branco VN       | 1–1       | ABC                 |
| Guarany de Sobral   | 1–5       | CSA                 |
| Esportivo           | 0–2       | Remo                |
| Campinense          | 1–7       | Bahia               |
| Jaraguá             | 1–4       | Manaus              |
| Gama                | 1–2       | Ponte Preta         |
| Marília             | 0–0       | Criciúma            |
| Boavista            | 3–1       | Goiás               |
| Picos               | 1–0       | Atlético Acreano    |
| Palmas              | 0–1       | Avaí                |
| Cascavel            | 2–1       | Figueirense         |
| Juazeirense         | 3–2       | Sport Recife        |
| Castanhal           | 0–3       | Volta Redonda       |
| Murici              | 0–3       | Juventude           |
| Atlético Alagoinhas | 0–3       | Vila Nova           |
| Galvez              | 1–3       | Atlético Goianiense |
| Santa Cruz-RS       | 0–0       | Joinville           |
| Águia Negra         | 0–1       | Vitória             |
| Rio Branco-ES       | 2–1       | Sampaio Corrêa      |
| Salgueiro           | 0–3       | Corinthians         |
| Retrô               | 1–0       | Brusque             |
| Goianésia           | 2–3       | CRB                 |
| Madureira           | 0–1       | Paysandu            |
| Caldense            | 1–1       | Vasco da Gama       |
| Nova Mutum          | 0–0       | Tombense            |
| Cianorte            | 1–0       | Paraná              |
| Ypiranga-AP         | 0–4       | Santa Cruz          |
| Caxias              | 0–1       | Fortaleza           |
| Penarol             | 1–1       | Ypiranga de Erechim |
| Mirassol            | 2–3       | Red Bull Bragantino |
| Uberlândia          | 1–1       | Luverdense          |
| São Raimundo-RR     | 1–1       | Cruzeiro            |
| Real Brasília       | 0–2       | América de Natal    |
| União Rondonópolis  | 0–1       | Coritiba            |
| Juventude           | 0–2       | Operário-PR         |

### Segunda ronda
- Participaron en esta fase los 40 equipos vencedores en la etapa anterior, en partido único. En caso de empate la llave fue decidida por tiros desde el punto penal.
- Partidos del 26 de marzo al 15 de abril.
- Equipos listados en la primera columna poseen la localía. En negrita los clubes clasificados.
| Equipo local     | Resultado      | Equipo visitante    |
| ---------------- | -------------- | ------------------- |
| América Mineiro  | 1–1 (3–2 pen.) | Ferroviário         |
| 4 de Julho       | 0–0 (5–4 pen.) | Cuiabá              |
| ABC              | 1–1 (4–1 pen.) | Botafogo            |
| CSA              | 1–1 (5–6 pen.) | Remo                |
| Bahia            | 4–1            | Manaus              |
| Criciúma         | 1–1 (5–4 pen.) | Ponte Preta         |
| Picos            | 0–1            | Boavista            |
| Avaí             | 2–0            | Cascavel            |
| Juazeirense      | 3–3 (4–2 pen.) | Volta Redonda       |
| Vila Nova        | 1–1 (4–3 pen.) | Juventude           |
| Joinville        | 0–2            | Atlético Goianiense |
| Vitória          | 2–0            | Rio Branco-ES       |
| Corinthians      | 1–1 (5–3 pen.) | Retrô               |
| Paysandu         | 1–2            | CRB                 |
| Tombense         | 1–2            | Vasco da Gama       |
| Cianorte         | 1–0            | Santa Cruz          |
| Fortaleza        | 1–0            | Ypiranga de Erechim |
| Luverdense       | 1–2            | Red Bull Bragantino |
| América de Natal | 0–1            | Cruzeiro            |
| Coritiba         | 3–2            | Operário-PR         |

### Tercera Ronda
- Participaron en esta fase los 20 equipos vencedores en la etapa anterior junto a los 12 equipos clasificados directamente a esta ronda, en partidos eliminatorios de ida y vuelta.
- Partidos de ida del 1 al 10 de junio, partidos de vuelta del 8 al 16 de junio.
- Equipos listados en la primera columna poseen la localía en la ida. En negrita los clubes clasificados.
| Equipo local ida | Global         | Equipo local vuelta  | Ida | Vuelta |
| ---------------- | -------------- | -------------------- | --- | ------ |
| Cianorte         | 0–3            | Santos               | 0–2 | 0–1    |
| Vila Nova        | 0–2            | Bahia                | 0–1 | 0–1    |
| CRB              | 1–1 (4–3 pen.) | Palmeiras            | 0–1 | 1–0    |
| 4 de Julho       | 4–11           | São Paulo            | 3–2 | 1–9    |
| Fluminense       | 3–2            | Red Bull Bragantino  | 2–0 | 1–2    |
| Fortaleza        | 4–1            | Ceará                | 1–1 | 3–0    |
| Grêmio           | 2–0            | Brasiliense          | 2–0 | 0–0    |
| América Mineiro  | 2–2 (2–3 pen.) | Criciúma             | 0–0 | 2–2    |
| Avaí             | 1–2            | Athletico Paranaense | 1–1 | 0–1    |
| Remo             | 1–4            | Atlético Mineiro     | 0–2 | 1–2    |
| Corinthians      | 0–2            | Atlético Goianiense  | 0–2 | 0–0    |
| Vitória          | 3–2            | Internacional        | 0–1 | 3–1    |
| Cruzeiro         | 1–1 (2–3 pen.) | Juazeirense          | 1–0 | 0–1    |
| Chapecoense      | 3–4            | ABC                  | 3–1 | 0–3    |
| Coritiba         | 0–3            | Flamengo             | 0–1 | 0–2    |
| Boavista         | 1–2            | Vasco da Gama        | 0–1 | 1–1    |

## Fase final

### Octavos de final
- Partidos de Ida del 27 al 29 de julio, partidos de vuelta del 31 de julio al 5 de agosto.
- Equipos listados en la primera columna poseen la localía en la ida. En negrita los clubes clasificados.
| Equipo local ida     | Global | Equipo local vuelta | Ida | Vuelta |
| -------------------- | ------ | ------------------- | --- | ------ |
| São Paulo            | 4–1    | Vasco da Gama       | 2–0 | 2–1    |
| Criciúma             | 2–4    | Fluminense          | 2–1 | 0–3    |
| Vitória              | 0–4    | Grêmio              | 0–3 | 0–1    |
| Fortaleza            | 3–1    | CRB                 | 2–1 | 1–0    |
| Flamengo             | 7–0    | ABC                 | 6–0 | 1–0    |
| Athletico Paranaense | 4–3    | Atlético Goianiense | 2–1 | 2–2    |
| Atlético Mineiro     | 3–2    | Bahia               | 2–0 | 1–2    |
| Santos               | 4–2    | Juazeirense         | 4–0 | 0–2    |

### Cuadro de desarrollo
|  | Cuartos de final                 | Cuartos de final                 | Cuartos de final                 | Cuartos de final                 |   |                      | Semifinales        | Semifinales        | Semifinales        | Semifinales        |  |                  | Final                | Final                | Final                | Final                |  |
|  | 25 de agosto al 15 de septiembre | 25 de agosto al 15 de septiembre | 25 de agosto al 15 de septiembre | 25 de agosto al 15 de septiembre |   |                      | 20 y 27 de octubre | 20 y 27 de octubre | 20 y 27 de octubre | 20 y 27 de octubre |  |                  | 12 y 15 de diciembre | 12 y 15 de diciembre | 12 y 15 de diciembre | 12 y 15 de diciembre |  |
|  |                                  |                                  |                                  |                                  |   |                      |                    |                    |                    |                    |  |                  |                      |                      |                      |                      |  |
|  |                                  |                                  |                                  |                                  |   |                      |                    |                    |                    |                    |  |                  |                      |                      |                      |                      |  |
|  | Fluminense                       | 1                                | 0                                | 1                                |   |                      |                    |                    |                    |                    |  |                  |                      |                      |                      |                      |  |
|  | Fluminense                       | 1                                | 0                                | 1                                |   |                      |                    |                    |                    |                    |  |                  |                      |                      |                      |                      |  |
|  | Atlético Mineiro                 | 2                                | 1                                | 3                                |   |                      |                    |                    |                    |                    |  |                  |                      |                      |                      |                      |  |
|  | Atlético Mineiro                 | 2                                | 1                                | 3                                |   | Atlético Mineiro     | 4                  | 2                  | 6                  |                    |  |                  |                      |                      |                      |                      |  |
|  |                                  |                                  |                                  |                                  |   | Atlético Mineiro     | 4                  | 2                  | 6                  |                    |  |                  |                      |                      |                      |                      |  |
|  |                                  |                                  | Fortaleza                        | 0                                | 1 | 1                    |                    |                    |                    |                    |  |                  |                      |                      |                      |                      |  |
|  | São Paulo                        | 2                                | Fortaleza                        | 0                                | 1 | 1                    | 1                  | 3                  |                    |                    |  |                  |                      |                      |                      |                      |  |
|  | São Paulo                        | 2                                |                                  |                                  |   |                      |                    |                    |                    |                    |  |                  |                      |                      |                      |                      |  |
|  | Fortaleza                        | 2                                | 3                                | 5                                |   |                      |                    |                    |                    |                    |  |                  |                      |                      |                      |                      |  |
|  | Fortaleza                        | 2                                | 3                                | 5                                |   |                      |                    |                    |                    |                    |  | Atlético Mineiro | 4                    | 2                    | 6                    |                      |  |
|  |                                  |                                  |                                  |                                  |   |                      |                    |                    |                    |                    |  | Atlético Mineiro | 4                    | 2                    | 6                    |                      |  |
|  |                                  |                                  | Athletico Paranaense             | 0                                | 1 | 1                    |                    |                    |                    |                    |  |                  |                      |                      |                      |                      |  |
|  | Athletico Paranaense             | 1                                | Athletico Paranaense             | 0                                | 1 | 1                    | 1                  | 2                  |                    |                    |  |                  |                      |                      |                      |                      |  |
|  | Athletico Paranaense             | 1                                |                                  |                                  |   |                      |                    |                    |                    |                    |  |                  |                      |                      |                      |                      |  |
|  | Santos                           | 0                                | 0                                | 0                                |   |                      |                    |                    |                    |                    |  |                  |                      |                      |                      |                      |  |
|  | Santos                           | 0                                | 0                                | 0                                |   | Athletico Paranaense | 2                  | 3                  | 5                  |                    |  |                  |                      |                      |                      |                      |  |
|  |                                  |                                  |                                  |                                  |   | Athletico Paranaense | 2                  | 3                  | 5                  |                    |  |                  |                      |                      |                      |                      |  |
|  |                                  |                                  | Flamengo                         | 2                                | 0 | 2                    |                    |                    |                    |                    |  |                  |                      |                      |                      |                      |  |
|  | Grêmio                           | 0                                | Flamengo                         | 2                                | 0 | 2                    | 0                  | 0                  |                    |                    |  |                  |                      |                      |                      |                      |  |
|  | Grêmio                           | 0                                |                                  |                                  |   |                      |                    |                    |                    |                    |  |                  |                      |                      |                      |                      |  |
|  | Flamengo                         | 4                                | 2                                | 6                                |   |                      |                    |                    |                    |                    |  |                  |                      |                      |                      |                      |  |
|  | Flamengo                         | 4                                | 2                                | 6                                |   |                      |                    |                    |                    |                    |  |                  |                      |                      |                      |                      |  |
|  |                                  |                                  |                                  |                                  |   |                      |                    |                    |                    |                    |  |                  |                      |                      |                      |                      |  |

- Nota: En cada llave, el equipo ubicado en la primera línea es el que abre la serie como local.

### Cuartos de final
| 25 de agosto, 19:00 (UTC-3) | Athletico Paranaense | 1:0 (1:0) | Santos | Arena da Baixada, Curitiba                                        |                                                                   |
|                             | Kayzer 17'           |           |        | Asistencia: Sin espectadores Árbitro(s): Marcelo de Lima Henrique | Asistencia: Sin espectadores Árbitro(s): Marcelo de Lima Henrique |

| 14 de septiembre, 21:30 (UTC-3) | Santos | 0:1 (0:0) | Athletico Paranaense | Estadio Vila Belmiro, Santos                                  |                                                               |
|                                 |        |           | Zé Ivaldo 79'        | Asistencia: Sin espectadores Árbitro(s): Leandro Pedro Vuaden | Asistencia: Sin espectadores Árbitro(s): Leandro Pedro Vuaden |

| 25 de agosto, 21:30 (UTC-3) | Grêmio | 0:4 (0:0) | Flamengo                                                       | Arena do Grêmio, Porto Alegre                                           |                                                                         |
|                             |        |           | Viana 53' · Michael 85' · Rodinei 90+1' · Vitinho 90+7' (pen.) | Asistencia: Sin espectadores Árbitro(s): Vinícius Gonçalves Dias Araújo | Asistencia: Sin espectadores Árbitro(s): Vinícius Gonçalves Dias Araújo |

| 15 de septiembre, 21:30 (UTC-3) | Flamengo             | 2:0 (0:0) | Grêmio | Estadio de Maracaná, Río de Janeiro                             |                                                                 |
|                                 | Pedro 79' (pen.) 87' |           |        | Asistencia: Sin espectadores Árbitro(s): Rodolpho Toski Marques | Asistencia: Sin espectadores Árbitro(s): Rodolpho Toski Marques |

| 26 de agosto, 21:30 (UTC-3) | Fluminense      | 1:2 (1:2) | Atlético Mineiro           | Estadio de Maracaná, Río de Janeiro                       |                                                           |
|                             | Fred 42' (pen.) |           | Fernández 14' · Hulk 45+4' | Asistencia: Sin espectadores Árbitro(s): Anderson Daronco | Asistencia: Sin espectadores Árbitro(s): Anderson Daronco |

| 15 de septiembre, 19:00 (UTC-3) | Atlético Mineiro | 1:0 (0:0) | Fluminense | Estadio Mineirão, Belo Horizonte                       |                                                        |
|                                 | Hulk 56' (pen.)  |           |            | Asistencia: Sin espectadores Árbitro(s): Raphael Claus | Asistencia: Sin espectadores Árbitro(s): Raphael Claus |

| 25 de agosto, 21:30 (UTC-3) | São Paulo      | 2:2 (0:0) | Fortaleza                     | Estadio Morumbi, São Paulo                                      |                                                                 |
|                             | Rigoni 69' 79' |           | Pikachu 84' · Romarinho 90+3' | Asistencia: Sin espectadores Árbitro(s): Wilton Pereira Sampaio | Asistencia: Sin espectadores Árbitro(s): Wilton Pereira Sampaio |

| 15 de septiembre, 21:30 (UTC-3) | Fortaleza                                | 3:1 (1:0) | São Paulo  | Estadio Castelão, Fortaleza                                    |                                                                |
|                                 | Ronald 21' · Henríquez 82' · David 90+2' |           | Sara 90+5' | Asistencia: Sin espectadores Árbitro(s): Bruno Arleu de Araújo | Asistencia: Sin espectadores Árbitro(s): Bruno Arleu de Araújo |

### Semifinales
| 20 de octubre, 21:30 (UTC-3) | Athletico Paranaense                   | 2:2 (0:1) | Flamengo                              | Arena da Baixada, Curitiba          |                                     |
|                              | Pedro Henrique 48' · Renato Kayzer 71' | Reporte   | Thiago Maia 18' · Pedro 90+10' (pen.) | Árbitro(s): Luiz Flavio De Oliveira | Árbitro(s): Luiz Flavio De Oliveira |

| 27 de octubre, 21:30 (UTC-3) | Flamengo | 0:3 (0:2) | Athletico Paranaense                    | Estadio de Maracaná, Río de Janeiro |                                    |
|                              |          | Reporte   | Nikão 10' (pen.), 45+8' · Zé Ivaldo 89' | Árbitro(s): Wilton Pereira Sampaio  | Árbitro(s): Wilton Pereira Sampaio |

| 20 de octubre, 21:30 (UTC-3) | Atlético Mineiro                                         | 4:0 (3:0) | Fortaleza | Estadio Mineirão, Belo Horizonte     |                                      |
|                              | Guilherme Arana 19' · Réver 26' · Hulk 41' · Zaracho 47' | Reporte   |           | Árbitro(s): Bráulio da Silva Machado | Árbitro(s): Bráulio da Silva Machado |

| 27 de octubre, 21:30 (UTC-3) | Fortaleza     | 1:2 (0:0) | Atlético Mineiro                  | Estadio Castelão, Fortaleza                |                                            |
|                              | Romarinho 90' | Reporte   | Diego Costa 59' · Hulk 84' (pen.) | Árbitro(s): Vinícius Gonçalves Dias Araújo | Árbitro(s): Vinícius Gonçalves Dias Araújo |

### Final
| 12 de diciembre, 17:30 (UTC-3) | Atlético Mineiro                               | 4:0 (2:0) | Athletico Paranaense | Estadio Mineirão, Belo Horizonte  |                                   |
|                                | Hulk 24' (pen.) · Keno 35' · E. Vargas 56' 69' | Reporte   |                      | Árbitro(s): Bruno Arleu de Araújo | Árbitro(s): Bruno Arleu de Araújo |

| 15 de diciembre, 21:30 (UTC-3) | Athletico Paranaense | 1:2 (0:1) | Atlético Mineiro    | Arena da Baixada, Curitiba   |                              |
|                                | Jáderson 87'         | Reporte   | Keno 25' · Hulk 76' | Árbitro(s): Anderson Daronco | Árbitro(s): Anderson Daronco |

|                                     |
| Bandera del estado de Minas Gerais  |
| Campeón Atlético Mineiro 2.º título |

## Goleadores
| Jugador             | Equipo               | Goles |
| ------------------- | -------------------- | ----- |
| Hulk                | Atlético Mineiro     | 8     |
| Emiliano Rigoni     | São Paulo            | 5     |
| Rossi               | Bahia                | 5     |
| Vanílson            | Manaus               | 4     |
| Wellington Paulista | Fortaleza            | 4     |
| David               | Fortaleza            | 4     |
| Pablo               | São Paulo            | 4     |
| Renato Kayzer       | Athletico Paranaense | 4     |